# 인걸 홍길동
"인걸 홍길동"은 한국에서 제작된 김일해 감독의 1958년 영화이다. 황해남 등이 주연으로 출연하였다.

## 출연

### 주연
- 황해남
- 최지희
- 박미영

## 기타
- 원작자: 정비석
- 조명: 고해진
- 녹음: 이경순